# Masia de la Sínia
La masia de la Sínia és un edifici de Calafell (Baix Penedès) protegit com a bé cultural d'interès local.

## Descripció
La masia és situada darrere del camp de futbol, prop del mas Vilarenc. Actualment està abandonada i bastant enderrocada. L'habitatge està envoltat per unes dependències. L'edifici és compost de tres plantes. Els baixos presenten una porta d'arc rebaixat i una finestra rectangular a l'esquerra. El pis noble consta de dues portes balconeres amb barana de ferro i una finestra al costat esquerre. El segon pis consta dues finestres rectangulars. La teulada és a dues vessants. L'edifici és fet de paredat i arrebossat.

## Història
La masia té el seu origen una explotació d'aiguardent dedicada a l'exportació. Data del segle xix o principis del segle xx. Encara s'hi poden veure les dependències de la destil·leria. A causa de la seva proximitat al Mas Vilarenc, J. Santacana pensa que és possible que tingui unes arrels romanes.